# Juan Pablo Chang Navarro
Juan Pablo Chang Navarro-Lévano (Lima, 12 avril 1930 – La Higuera, 9 octobre 1967) est un militant et politicien communiste péruvien, actif dans des mouvements de guérilla au Pérou et en Bolivie durant les années 1960. Il est connu pour avoir combattu aux côtés d’Ernesto « Che » Guevara dans la guérilla de Ñancahuazú.

## Biographie
Juan Pablo Chang, surnommé « El Chino » (le Chinois) en raison de ses origines sino-péruviennes, naît à Lima en 1930. Dès sa jeunesse, il s’intéresse à la politique et devient un dirigeant étudiant à l’Université nationale de San Marcos. Il rejoint d’abord la jeunesse apriste de l’Alliance populaire révolutionnaire américaine (APRA). Ses activités militantes contre la dictature du général Manuel A. Odría conduisent à son emprisonnement, puis à sa déportation vers l’Argentine en 1948, où il participe aux manifestations étudiantes avant d’être de nouveau expulsé.
De retour au Pérou, il s’oriente vers le marxisme et subit de nouvelles périodes d’incarcération. Exilé au Mexique en 1953, il y étudie l’anthropologie. C’est durant cet exil qu’il se rapproche des milieux révolutionnaires latino-américains. Certaines sources mentionnent son contact avec des militants cubains, bien qu’il ne participe pas directement à l’expédition du Granma en 1956. Cette même année, il part en France, où il étudie la psychologie à la Sorbonne.
Grâce à une amnistie, il retourne au Pérou en 1956 et reprend des études d’économie. Il contribue à la formation de l’Avant des étudiants et intègre le Comité central du Parti communiste péruvien. Impliqué dans le syndicalisme et le journalisme militant, il est régulièrement emprisonné pour ses activités politiques. En 1966, il rejoint l’Armée de libération nationale péruvienne (ELNP). La même année, il se rend à Cuba en tant que délégué à la Conférence tricontinentale de La Havane, où il entre en contact avec des mouvements révolutionnaires de toute l’Amérique latine.

## Guérilla de Ñancahuazú et décès
En 1967, Chang s’intègre à la guérilla de Ñancahuazú en Bolivie, organisée par le Che Guevara. Le 8 octobre 1967, il est capturé lors du combat du ravin de Yuro, en même temps que Guevara. Il est exécuté le lendemain, le 9 octobre 1967, à La Higuera, aux côtés d’autres guérilleros. Son exécution sommaire, comme celle du Che, a été critiquée par de nombreuses organisations internationales.

## Héritage
Juan Pablo Chang est considéré au Pérou et en Amérique latine comme l’un des militants révolutionnaires ayant suivi la voie de l’internationalisme armé dans les années 1960. Son parcours illustre l’engagement de certains intellectuels latino-américains dans les luttes de guérilla inspirées par la révolution cubaine.